# Blakea squamigera
Blakea squamigera är en tvåhjärtbladig växtart som beskrevs av Antonio Lorenzo Uribe Uribe. Blakea squamigera ingår i släktet Blakea och familjen Melastomataceae.
Artens utbredningsområde är Colombia. Inga underarter finns listade i Catalogue of Life.